# Чермеджешть (Песчана, Вилча)
Чермеджешть, Чермеджешті (рум. Cermegești) — село у повіті Вилча в Румунії. Входить до складу комуни Песчана.
Село розташоване на відстані 162 км на захід від Бухареста, 32 км на південний захід від Римніку-Вилчі, 65 км на північний схід від Крайови, 144 км на південний захід від Брашова.

## Населення
За даними перепису населення 2002 року у селі проживали 432 особи, усі — румуни. Усі жителі села рідною мовою назвали румунську.